# كابو فريو
كابو فريو (بالإنجليزية: Cabo Frio)‏ هي بلدية في البرازيل، ومدينة، تتبع ريو دي جانيرو، بلغ عدد سكانها 186٬227  نسمة، في 2010، تبلغ مساحتها 400٬693 كيلومتر مربع.

## الموقع
تشترك في الحدود مع:
- Armação dos Búzios [الإنجليزية]‏
- Casimiro de Abreu, Rio de Janeiro [الإنجليزية]‏.

## مدن توأم
المدن التوأم:
- ريو دي جانيرو.

## أعلام
- باولو سيرجيو
- دانيال سيلفا دوس سانتوس
- لياندرو أوزيبيو
- غابرييل ليما
- أنطونيو غونسالفيس تيكسيرا إي سوزا